# Гаврино (Казахстан)
Га́врино (каз. Гаврин) — село у складі району Магжана Жумабаєва Північноказахстанської області Казахстану. Входить до складу Аккайинського сільського округу.
Населення — 126 осіб (2021; 327 у 2009, 643 у 1999, 892 у 1989).
Національний склад станом на 1989 рік:
- росіяни — 76 %.